# 송산로 (남양주 의정부)
송산로(松山路, Songsan-ro)는 남양주시 퇴계원읍 퇴계원리 검문소사거리(갈매 나들목)과 의정부시 용현동 만가대사거리를 잇는 경기도의 도로이다.

## 역사
이 도로는 1982년에 4차로로 개통되었으며, 당시 만가대사거리까지 4차선으로 개통이 되었고, 1996년 국도 43호선의 청학리 우회도로 및 전도치터널이 개통됐고 의정부시 신곡고가차도에서 시계까지 4.66km 구간은 본래 송산길이라 명명되어 있었으며 2009년에 송산길이 의정부시계-만가대사거리로 단축 3.08km및 의정부시계-검문소삼거리까지의 남양주시구간 8.71km이 편입되어 송산로(11.8km으로 연장)로 재편되었다. 2016년 6차로로 확포장 공사를 마무리하여 지금까지 이른다.

## 주요 경유지
경기도
- 의정부시 (용현동 · 고산동 · 산곡동) - 남양주시 (별내면 · 별내동 · 퇴계원면)

## 노선
| 이름                        | 접속 노선                          | 소재지                                         | 소재지                  | 비고                                                           |
| --------------------------- | ---------------------------------- | ---------------------------------------------- | ----------------------- | -------------------------------------------------------------- |
| 검문소사거리 (갈매 나들목)  | 국도 제47호선 (금강로) 경춘북로    | 남양주시                                       | 퇴계원읍                | 남양주시도 제17호선 구간                                       |
| 별내지하차도                | 별내2로                            | 남양주시                                       | 별내동                  | 남양주시도 제17호선 구간                                       |
| (용암천6교 동단)            | 별내5로                            | 남양주시                                       | 별내동                  | 남양주시도 제17호선 구간                                       |
| 광전 교차로                 | 불암로                             | 남양주시                                       | 별내동                  | 남양주시도 제17호선 구간                                       |
| 넉바위마을앞 교차로         | 송산로373번길                      | 남양주시                                       | 별내면                  | 남양주시도 제17호선 구간                                       |
| 동별내 나들목 남별내 나들목 | 29호선 세종포천고속도로 덕내로     | 남양주시                                       | 별내면                  | 남양주시도 제17호선 구간                                       |
| 광전 나들목                 | 국도 제43호선 (전도치로)           | 남양주시                                       | 별내면                  | 국도 제43호선 구간                                             |
| 청학리입구 교차로           | 청학로 송산로678번길 송산로679번길 | 남양주시                                       | 별내면                  | 국도 제43호선 구간                                             |
| 청학터널                    |                                    | 남양주시                                       | 별내면                  | 국도 제43호선 구간 의정부 방면 연장 202m 남양주 방면 연장 172m |
| 청학교                      | 청학로                             | 남양주시                                       | 별내면                  | 국도 제43호선 구간                                             |
| 숫돌고개 삼거리             |                                    | 남양주시                                       | 별내면                  | 국도 제43호선 구간                                             |
| 의정부시                    | 고산동                             |                                                |                         | 국도 제43호선 구간                                             |
| 의정부시                    | 고산동                             | 동의정부 나들목                                | 29호선 세종포천고속도로 | 국도 제43호선 구간                                             |
| 의정부시                    | 만가대 교차로                      | 국도 제3호선 (신평화로) 국도 제43호선 (시민로) | 송산동                  | 국도 제43호선 구간                                             |

## 주요 건물 및 시설
- 별내119안전센터 (경기도 남양주시 송산로 41)
- 송산치안센터 (경기도 의정부시 송산로 955)